# Freudenthal-Gesellschaft
Die Freudenthal-Gesellschaft widmet sich als eine deutschsprachige literarische Gesellschaft der Pflege und Verbreitung der niedersächsischen Varietät des Plattdeutschen im Allgemeinen sowie der Werke der Freudenthal-Brüder Friedrich und August im Besonderen.
Sie wurde am 24. April 1948 in Rotenburg (Wümme) zunächst als Friedrich-Freudenthal-Gesellschaft gegründet. Seit etwa 1975 geht die Gesellschaft bewusst und deutlich über den Rahmen einer bloßen Dichter- und Heimatkunde-Gesellschaft hinaus und sieht sich wohl zusätzlich als förderndes Element einer niederdeutschen Bewegung der Gegenwart, was insbesondere durch die regelmäßig durchgeführten Verleihungen des „Freudenthal-Preises“ an plattdeutsche Gegenwartsschriftsteller sichtbar wird. 1988 wurde der Sitz der Gesellschaft auf Anraten von Soltaus damaligem Stadtdirektor Jürgen Fenner von Rotenburg nach Soltau verlegt. Im Alten Rathaus der Stadt befindet sich das Freudenthalzimmer, in dem Friedrich Freudenthal von 1884 bis 1887 als Bürgermeister wirkte.
Ab 1947 war Hans-Ludolf Flügge zunächst Geschäftsführer und von 1955 bis 1964 Vorsitzender der Freudenthal-Gesellschaft.
Von 1979 bis 2012 war Heinrich Kröger Vorsitzender der Freudenthal-Gesellschaft.

## Freudenthal-Preis
Seit 1957 wird der nach den Brüdern Freudenthal benannte Preis für preiswürdige unveröffentlichte plattdeutsche Gedichte, Kurzgeschichten, Hörspiele oder in sich geschlossene Spielszenen verliehen. Die Auszeichnung wird ab 2025 alle zwei Jahre vergeben; bis 2023 erfolgte die Preisverleihung alljährlich (mit Ausnahmen: 1971, 2014). Vor allem aus Norddeutschland (Niedersachsen stellt über 30 Preisträger), aber auch aus den USA, den Niederlanden und aus England kamen die bisherigen Preisträger. Seit 1970 wurden in einigen Jahren mehrere Preisträger ausgezeichnet. Und einige haben den Preis mehrmals erhalten: Wilhelm Martens (1967, 1974), Jürgen Kropp (1985, 1993, 2003, 2013), Diedrich Heinrich Schmidt (1990, 2005), Silke Mansholt (1997, 2004), Gerd Constapel (2003, 2009), Aloys Terbille (1994, posthum 2010), Birgit Lemmermann (2012, 2020), Are Meijer (2016, 2022) und Reinhard F. Hahn (1999, 2023).

### Preisträger seit 1957
- 1957 Adolf Woderich
- 1958 Hans Henning Holm
- 1959 Hein Bredendiek
- 1960 Heinrich Dieckelmann
- 1961 Albert Mähl
- 1962 Walter Köster
- 1963 Ernst-Otto Schlöpke
- 1964 Otto Tenne
- 1965 Hans Varnhorst
- 1966 Johann Schoon
- 1967 Wilhelm Martens
- 1968 Robert Gäpel
- 1969 Friedrich Krauns
- 1970 Gudrun Münster, Ewald Hillermann
- 1971 kein Preisträger
- 1972 Karl Böke
- 1973 Margarete Hagen, Paul Peters
- 1974 Wilhelm Martens
- 1975 Siegfried Bokelmann
- 1976 Heinz von der Wall
- 1977 Günter Kühn
- 1978 Elisabeth Meyer-Runge später: Elisabeth von Ulmann
- 1979 Albert Rüschenschmidt
- 1980 Greta Schoon
- 1981 Cord Denker, Richard Fehlandt
- 1982 Gerd Spiekermann
- 1983 Waltrud Bruhn
- 1984 Christina Sufka, Erna Taege-Röhnisch
- 1985 Karin Peters (Prosa), Jürgen Kropp (Lyrik)
- 1986 Carl Scholz
- 1987 Christof Wehking
- 1988 Gerd Lüpke, Hans-Heinrich Niemeier
- 1989 Ottilie Baranowski, Edmund Wilkens
- 1990 Hans-Hermann Briese, Diedrich Heinrich Schmidt
- 1991 Christina Sufka
- 1992 Karl Heinz Ebell
- 1993 Bolko Bullerdiek (Prosa), Jürgen Kropp (Lyrik), Claus Stier (Prosa)
- 1994 Aloys Terbille
- 1995 Lothar Voßmeyer
- 1996 Carl Groth
- 1997 Silke Mansholt (Lyrik), Thomas Stelljes (Prosa)
- 1998 Snorre Björkson
- 1999 Franz Brookmann (Reinhard F. Hahn) (Lyrik), Hellmer Stumberg (Prosa)
- 2000 Ingeborg Lüddecke (Lyrik), Willi Mühl (Prosa)
- 2001 Henk Krosenbrink
- 2002 Reinhard Wulff
- 2003 Gerd Constapel (Lyrik), Jürgen Kropp (Prosa)
- 2004 Silke Mansholt
- 2005 Martha-Luise Lessing (Prosa), Diedrich Heinrich Schmidt (Prosa)
- 2006 Heidemarie Rützel (Prosa), Jan Glas (Lyrik)
- 2007 Friedhelm Rudolph (Prosa)
- 2008 Aly Freije (Lyrik)
- 2009 Gerd Constapel (Lyrik)
- 2010 Aloys Terbille (posthum)
- 2011 Nina Werkman (Lyrik)
- 2012 Birgit Lemmermann (Prosa)
- 2013 Reinhard Wulff (Lyrik), Jürgen Kropp (Prosa)
- 2014 kein Preisträger
- 2015 Martha-Luise Lessing (Lyrik), Willi Höfig (Lyrik)
- 2016 Jutta Oltmanns (Lyrik), Are Meijer (Lyrik)
- 2017 Manfred Briese (Lyrik), Diedrich H. Schmidt (Prosa)
- 2018 Annegret Hauschild, für ihre Kurzgeschichten Kairos I – III[3]
- 2019 Tonko Ufkes, für seine Erzählung De bonte vliegenvanger[4]
- 2020 Birgit Lemmermann, für ihre Kurzprosa Achterdags. Negen lütte Schergen[5][6]
- 2021 kein Preisträger[5]
- 2022 Are Meijer, für den Gedichtzyklus Onweer / Gewitter[7]
- 2023 Reinhard F. Hahn, für seinen Gedichtzyklus Keen Weg, keen Torügg[8]

### Förderpreis
Seit 2008 wird der Freudenthalpreis durch den Freudenthal-Förderpreis (Freudenthal-Anerkennung) ergänzt. Bisherige Preisträger:
- 2008 Birgit Lemmermann
- 2009 Erhard Brüchert
- 2010 Willem Tjebbe Oostenbrink
- 2011 Jutta Engbers, Heinke Hannig
- 2012 Willi F. Gerbode
- 2013 Karl-Heinz Madauß
- 2014 Marianne Ehlers, Hans-Hermann Briese, Gitta Franken
- 2015 Heinke Hannig
- 2016 Wilko Lücht
- 2017 Anne Hauschild[9]
- 2018 Hans-Hermann Briese, für seinen Zyklus Kranker[3]
- 2019 Ursula Beecken, für eine Auswahl von vier Gedichten[4]
- 2020 Snorre Martens Björkson, für die Erzählung Isolaschoon[5]
- 2021 kein Preisträger[5]
- 2022 Klaus Bargheer, für zwölf Texte über den ländlichen Alltag der 1960er Jahre[7]
- 2023 Hermann May, für seine unter Boomlöper eingereichten Gedichte[8]

### Besondere Würdigung
- 2015 Jutta Oltmanns, Roland Dubberke